# Clinopodium menthifolium
Clinopodium menthifolium – вид рослин родини глухокропивові (Lamiaceae).

## Опис
Багаторічна трав'яниста рослина заввишки від 40 до 80 см. Від помірно до дуже волохате стебла рідко розгалужене. Частини рослин мають ароматичний запах. Листові пластинки яйцеподібні, а поля зубчасті. Пелюстки яскраво-фіолетові. Висушені стебла часто лишаються упродовж зими.

## Поширення
Північна Африка: Алжир [пн.]. Західна Азія: Іран; [пн.] Ліван; Туреччина; Кавказ: Вірменія; Азербайджан; Грузія; Росія — Передкавказзя, Дагестан. Європа: Велика Британія [пд.]; Австрія; Угорщина; Швейцарія; Чехія; Словаччина; Україна; Албанія; Болгарія; Греція; Італія [вкл. Сицилія]; Румунія; Сербія; Франція [вкл. Корсика]. Заповнюється уламки, камені, стіни, узбіччя доріг і краї чагарників. Любить сухий, вапняний камінь або скелястий ґрунт в теплих, сонячних місцях. Піонер у виноробних регіонах.

## Галерея

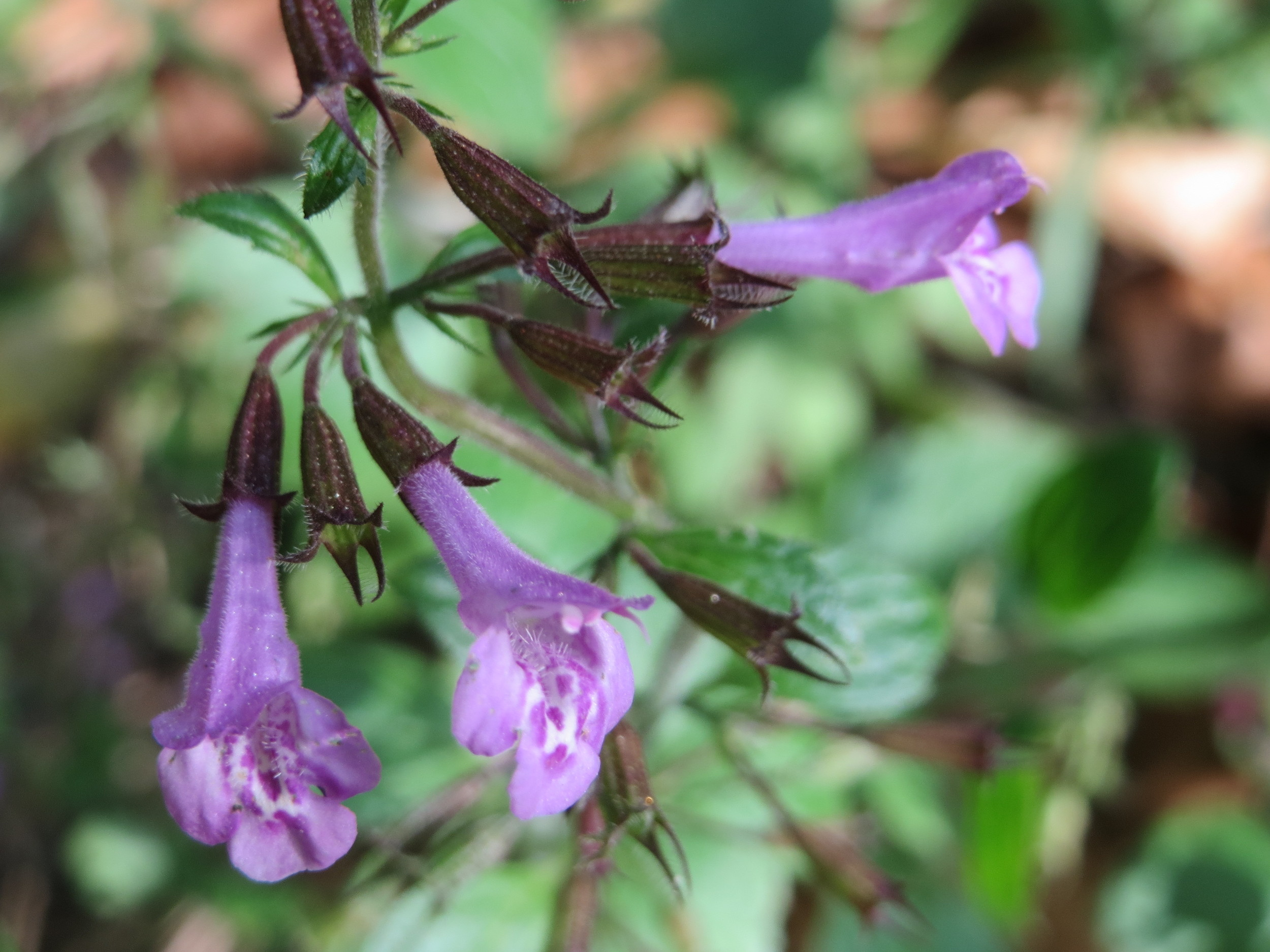
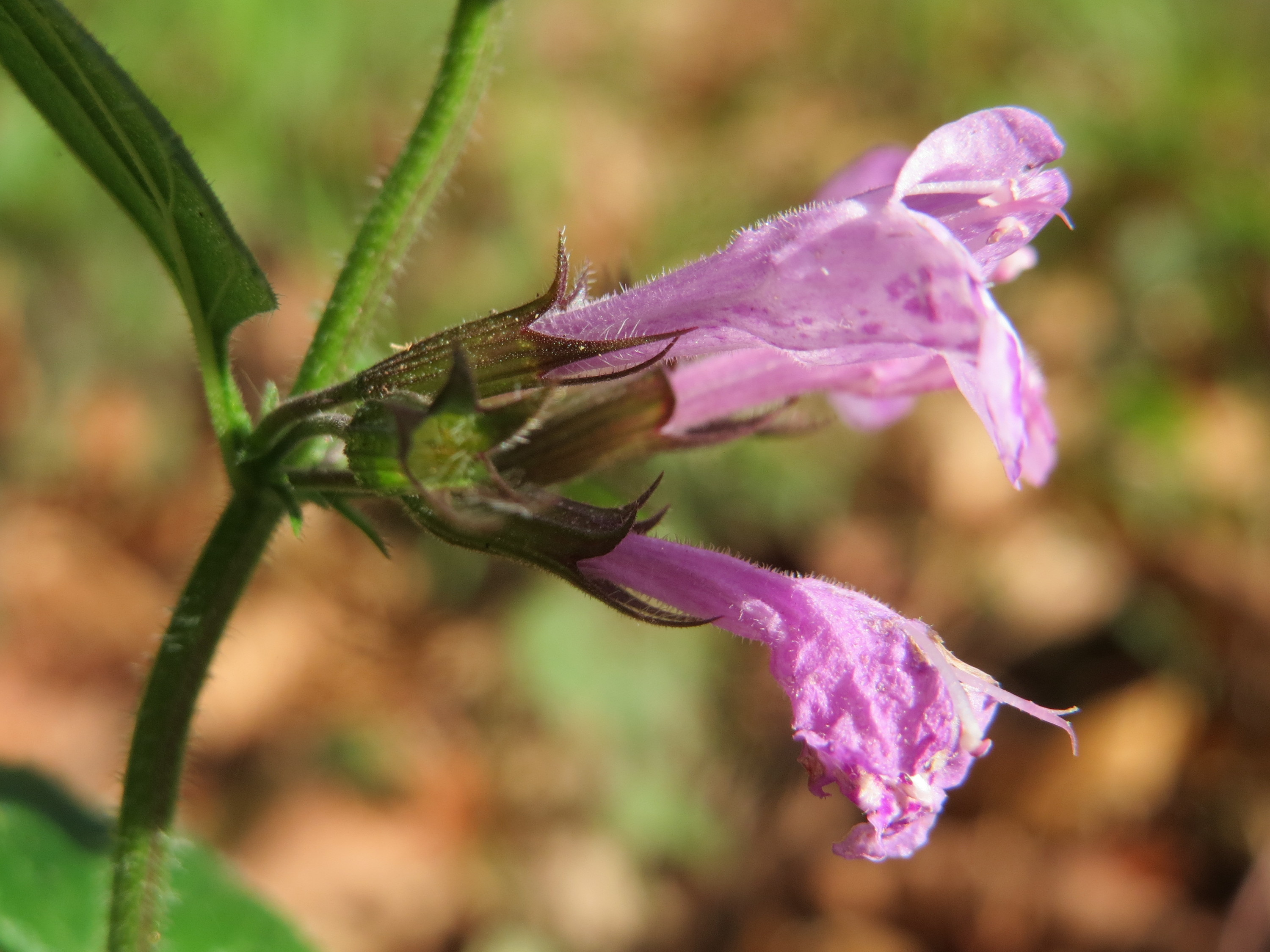
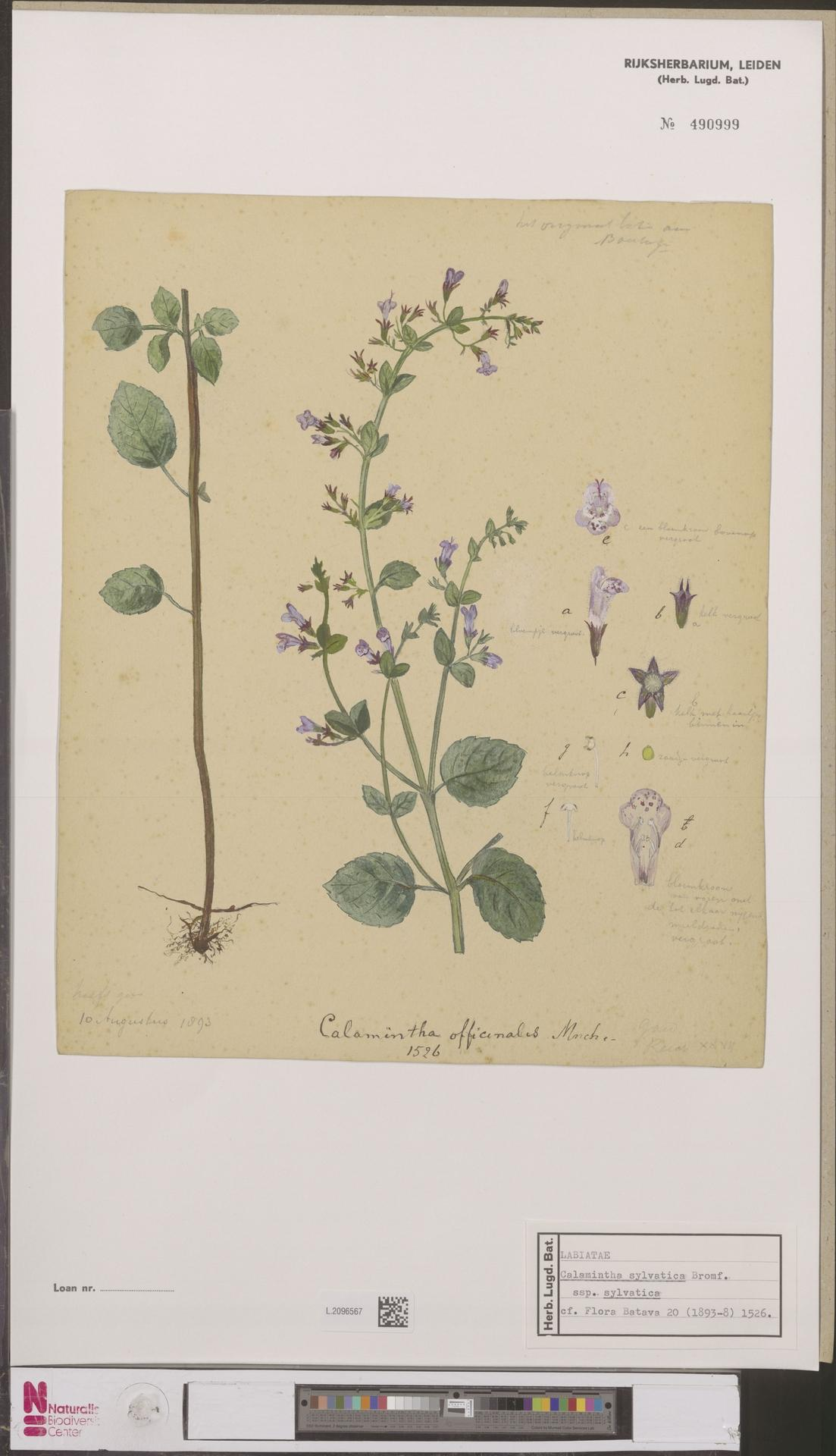